# Norwegian
A Norwegian egy norvég központú, ’low-cost’ modell alapján üzemelö légitársaság. Globális bázisrepülőtere a London–Gatwick repülőtér, a másodlagos központja pedig a Párizs–Orly repülőtér, a Párizs-Charles de Gaulle és a barcelonai Josep Tarradellas Barcelona-El Prat repülőtér.
Hosszú útvonalain a Norwegian a Boeing 787 szélestörzsű repülőgépeit üzemelteti.

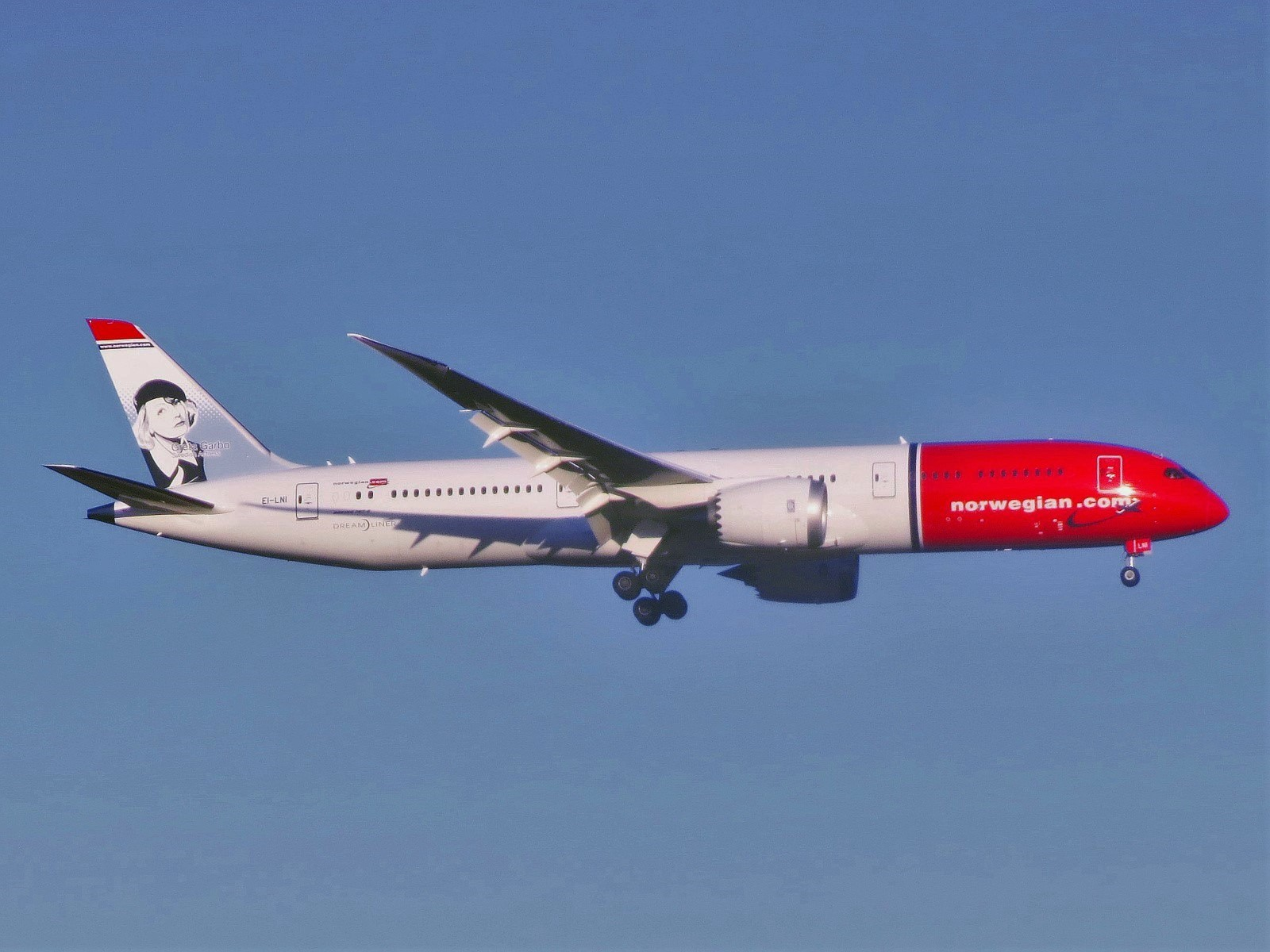
Boeing 787-9 Dreamliner Norwegian

## Flottája

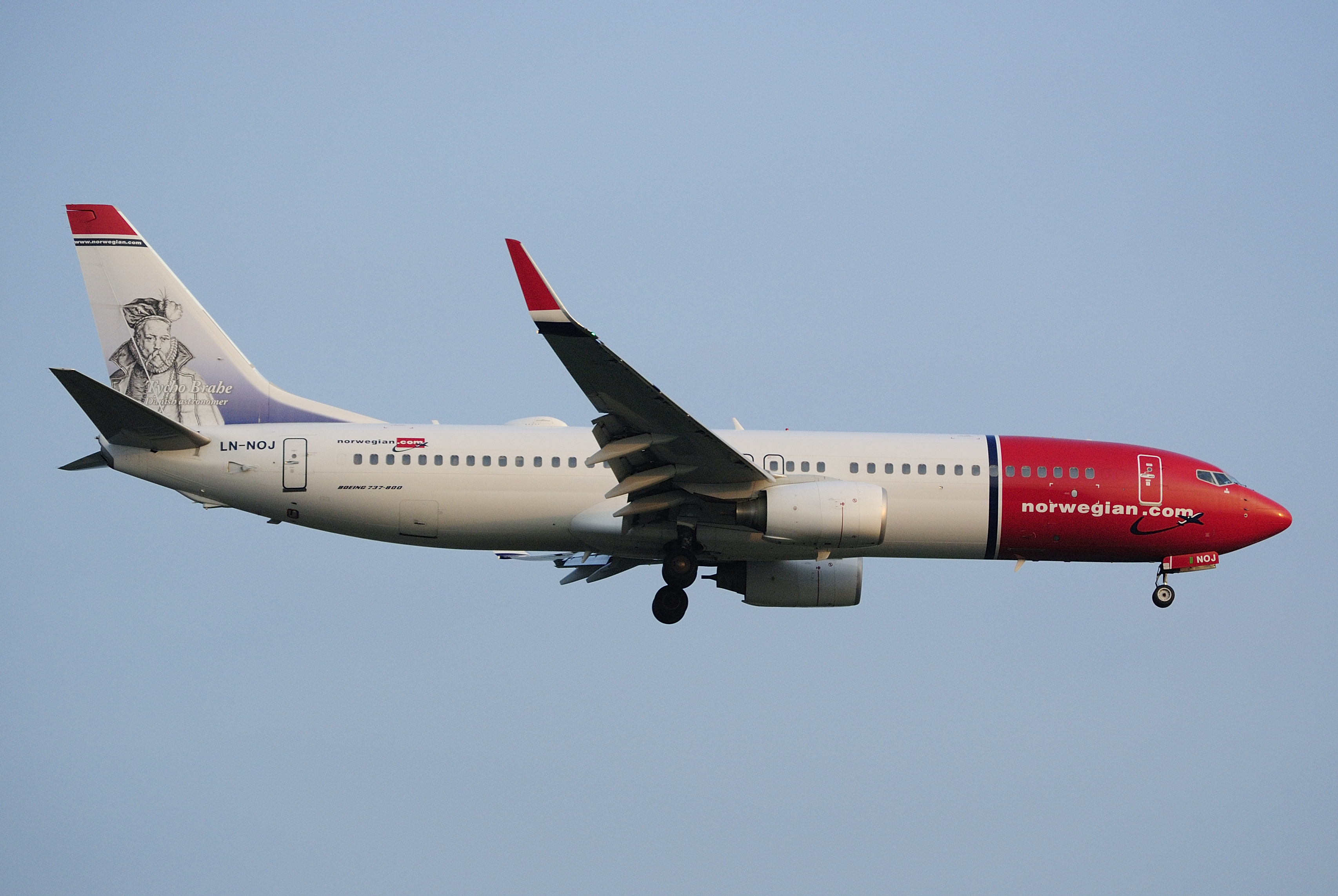
Boeing 737-800 Norwegian

| Típus              | Darab              | Rendelés           | Opció              | Kapacitás          | Távolság            |                    |
| Utasszállító gépek | Utasszállító gépek | Utasszállító gépek | Utasszállító gépek | Utasszállító gépek | Utasszállító gépek  | Utasszállító gépek |
| ------------------ | ------------------ | ------------------ | ------------------ | ------------------ | ------------------- | ------------------ |
| Boeing 737-800     | 115                | 0                  | 0                  | 186                | Rövid- és középtáv  |                    |
| Boeing 737 Max 8   | 12                 | 98                 | 0                  | 189                | Közép- és hosszútáv |                    |
| Airbus A321neo LR  | 0                  | 30                 | 0                  |                    | Hosszútáv           |                    |
| Boeing 787-8       | 8                  | 0                  | 0                  | 291                | Hosszútáv           |                    |
| Boeing 787-9       | 22                 | 5                  | 0                  | 344                | Hosszútáv           |                    |

## Híres alkalmazott
- Nicolas Tenoux, Boeing 787 Pilóta